# 2090
Het jaar 2090 is een jaartal volgens de christelijke jaartelling.

## Gebeurtenissen
- 23 september: Totale zonsverduistering boven Groenland, zuidelijk Ierland, zuidelijk Engeland tot aan de Westhoek tijdens zonsondergang.[1]